# Bukephalos
Bukephalos (alternativ: bukefalos el. -las; Græsk: Βουκεφάλας) var Alexander den Stores hest.